# Killer Elite
Killer Elite is een Brits-Australische actiefilm uit 2011 geregisseerd door Gary McKendry, met in de hoofdrollen onder meer Jason Statham, Robert De Niro en Clive Owen.

## Verhaal
De film speelt zich af aan het begin van de jaren 1980. Huurmoordenaar Hunter (De Niro) heeft in Oman van een voormalige sjeik opdracht gekregen tot de liquidatie van drie ex-SAS-leden die tijdens de Dhofarrebellie zijn zoons hebben gedood. Hunter faalt echter in zijn missie en de sjeik dreigt hem om te brengen tenzij Hunters ex-collega's Danny Bryce (Statham), Davies en Meier de opdracht overnemen.

## Productie
De film is gebaseerd op het boek The Feather Men van Sir Ranulph Fiennes.